# Alfonso VIII de Castilla
Alfonso VIII de Castilla, llamado «el de Las Navas» o «el Noble» (Soria, 11 de noviembre de 1155-Gutierre-Muñoz, del domingo 5 al lunes 6 de octubre de 1214), fue rey de Castilla entre 1158 y 1214. Hijo y sucesor de Sancho III y de Blanca Garcés de Pamplona, derrotó a los almohades en la batalla de las Navas de Tolosa, librada en 1212, y fue sucedido en el trono por su hijo Enrique.

## Orígenes familiares
Por parte de padre era descendiente de los reyes de Castilla y de León de la Casa de Borgoña y de los Condes de Barcelona, y por parte de madre, de los reyes de Pamplona y de Rodrigo Díaz de Vivar.

## Biografía

### Minoría de edad
Hijo de Sancho III «el Deseado», rey de Castilla, y de Blanca Garcés de Pamplona, a la muerte de su padre solo contaba tres años de edad, por lo que se designó como tutor a Gutierre Fernández de Castro y como regente a Manrique Pérez de Lara, para equilibrar a las poderosas familias Castro y Lara. 
Esta rivalidad derivó en una guerra civil y en un período de incertidumbre que fue aprovechado por los reinos vecinos y así, en 1159, el rey navarro Sancho VI se apoderó de Logroño y de amplias zonas de La Rioja, mientras que el tío del joven Alfonso, el rey leonés Fernando II, se apoderó de la ciudad de Burgos.
En 1160, los partidarios de la Casa de Lara, capitaneados por Nuño Pérez de Lara, fueron derrotados por los miembros de la Casa de Castro, dirigidos por Fernando Rodríguez de Castro el Castellano, en la Batalla de Lobregal, librada en las cercanías de la localidad de Villabrágima, en la provincia de Valladolid.
La proximidad del rey leonés Fernando II, aliado de los Castro, al lugar donde los Lara custodiaban al futuro Alfonso VIII hizo que estos lo trasladaran a Soria. Allí permaneció entre 1158 y 1162, cuando los Lara deciden entregárselo a Fernando II de León, que ya había conquistado las ciudades de Segovia y Toledo. Pero impidió esta villanía la intervención de un hidalgo castellano, que sacó al pequeño del Palacio real y lo puso bajo la custodia de las villas leales del norte de Castilla, primero en el castillo de San Esteban de Gormaz y después en Atienza y Ávila, ciudad que desde entonces recibió el título honorífico de «Ávila del Rey» o «Ávila de los Leales», por la defensa que hizo del joven y desamparado monarca. Asimismo, la estancia de Alfonso en Atienza dio origen al nacimiento de la popular celebración de La Caballada, que se celebra todos los años en esta villa el Domingo de Pentecostés.

### Primer período del reinado

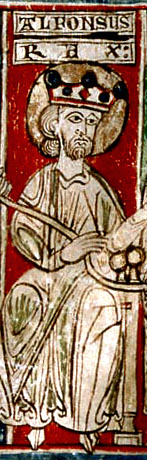
Detalle de una miniatura de Alfonso VIII de Castilla en el Tumbo menor de Castilla

Al alcanzar la mayoría de edad en 1170, Alfonso VIII fue proclamado rey de Castilla en las Cortes que se convocaron en Burgos, tras lo cual se concertó su matrimonio con Leonor de Plantagenet, hija de Enrique II de Inglaterra y de Leonor de Aquitania, que aportó como dote el condado de Gascuña. El enlace real se celebró en la ciudad aragonesa de Tarazona.
Su primer objetivo como monarca fue recuperar los territorios perdidos durante su minoría de edad. Para ello se alió con el rey de Aragón Alfonso II el Casto y con él atacó al rey navarro Sancho VI en 1173, logrando arrebatarle los territorios que este había tomado durante su minoría de edad. Tras ello reforzó su alianza con Alfonso II al concertar el matrimonio de este con su tía, doña Sancha de Castilla.
Presionado por los ataques almohades, desde 1174 tuvo que ceder a las Órdenes militares de entonces algunos territorios hasta entonces de realengo para su mejor protección, como las villas de Maqueda y Zorita de los Canes a la Orden de Calatrava, o la villa de Uclés a la Orden de Santiago, siendo desde entonces Uclés la casa principal de esta última orden militar. Desde esta plaza inició una ofensiva contra los musulmanes que culminó con la reconquista de Cuenca en 1177. La ciudad se rindió el 21 de septiembre, festividad de San Mateo, que celebraron desde entonces los conquenses.
Alfonso VIII fue el fundador del primer estudio general español, el Studium generale de Palencia (germen de la universidad); aunque decayó tras su fallecimiento, después se trasladó a Salamanca, formando el germen de su famosa universidad. Por otra parte, su corte se convirtió en un importante instrumento cultural que acogió a trovadores y a sabios, especialmente por influjo de su esposa Leonor (hija de Leonor de Aquitania y hermana de Ricardo Corazón de León).
En 1179 firma con su aliado el rey aragonés el Tratado de Cazola, por el que ambos monarcas se reparten, sobre el papel, ya que no tuvo resultados reales, los territorios del reino navarro; además acotan y demarcan las futuras zonas de conquista de los territorios musulmanes que cada monarca pueda emprender, variando así el hasta entonces vigente Tratado de Tudilén que habían firmado Alfonso VII de León y Ramón Berenguer IV de Barcelona. Por el nuevo Tratado de Cazola, el reino de Murcia —cuya conquista correspondía a Aragón— pasaba a ser asunto de Castilla; a cambio, el rey aragonés Alfonso II se vio libre del vasallaje que debía a Alfonso VIII de Castilla.
El 12 de enero de 1180, el rey se encontraba en Carrión de los Condes, firmando el Fuero de Villasila y Villamelendro tras la petición efectuada por los clérigos de las citadas villas.
Tras fundar Plasencia en 1186, y con intención de unificar y apaciguar a la levantisca nobleza castellana, relanzó la Reconquista y recuperó la parte de La Rioja que estaba en manos navarras y la reintegró a Castilla. Provisto de una profunda visión política, cerró una alianza con todos los reinos peninsulares cristianos –a la sazón, Portugal, León, Castilla, Navarra y Aragón– para proseguir ordenadamente conquistando las tierras ocupadas por los almohades.
En 1188 se reúne en Carrión de los Condes con su primo Alfonso IX, que acababa de suceder a su padre Fernando II como rey de León. Ambos monarcas firman un pacto de buena voluntad que Alfonso VIII pronto romperá para, aprovechando la debilidad del nuevo rey leonés en su propio reino, invadir León y hacerse con varias poblaciones, entre las que destacan Valencia de Don Juan y Valderas. Esto inició un período de hostilidades que finalizó el 20 de abril de 1194 con la firma del Tratado de Tordehumos, en el que el rey castellano se comprometía a devolver los territorios conquistados a cambio de que el leonés contrajera matrimonio con la hija de Alfonso VIII, doña Berenguela; una cláusula establecía que, si el rey leonés Alfonso IX moría sin descendencia, el reino de León pasaría a ser anexionado por el de Castilla.
Alfonso VIII se rodeó por entonces de prestigiosos intelectuales en su corte; tuvo por cancilleres al docto Diego García de Campos, quien le dedicó su Planeta, y al arzobispo de Toledo e historiador Rodrigo Jiménez de Rada.

### Batalla de Alarcos (1195)
El acuerdo con el reino de León permite a Alfonso VIII romper la tregua que mantenía con los almohades desde 1190 e inicia incursiones que, de la mano del arzobispo de Toledo Martín López de Pisuerga, llegan hasta Sevilla.
El califa almohade Abu Yúsuf Yaqub al-Mansur, que se encontraba en el norte de África, cruza el Estrecho de Gibraltar y desembarca en Tarifa al frente de un poderoso ejército con el que se dirige hacia tierras castellanas. Alfonso VIII recibe la noticia y reúne a su ejército en Toledo y aunque consiguió el apoyo de los reyes de León, Navarra y Aragón para hacer frente a la amenaza almohade, no espera la llegada de dichas tropas y se dirige hacia Alarcos, un lugar y fortaleza en construcción situado a pocos kilómetros de la actual Ciudad Real junto al río Guadiana, donde el 19 de julio de 1195 sufre una estruendosa derrota que supuso una importante pérdida de territorio y la fijación de la nueva frontera entre Castilla y el Imperio almohade en los Montes de Toledo. Los almohades incluso invadieron el valle del Tajo y asediaron Toledo, Madrid y Guadalajara en el verano de 1197.

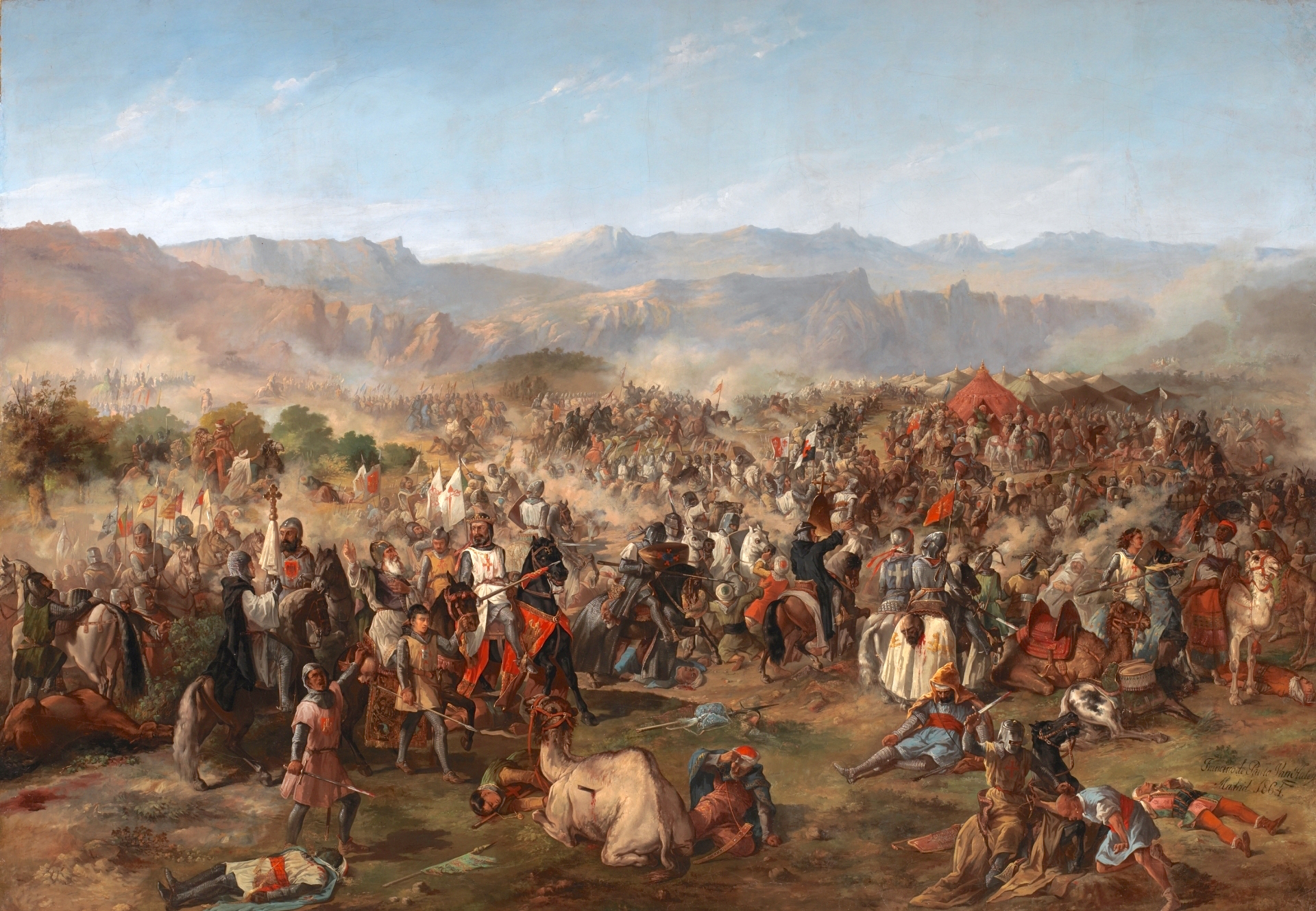
Batalla de las Navas de Tolosa, 1212, óleo de Francisco van Halen.

### Batalla de las Navas de Tolosa
Alfonso VIII se encontró entonces en una peligrosa situación: la inquietante posibilidad de perder Toledo y todo el valle del Tajo, por lo que el rey solicitó desde 1211 al papa Inocencio III la predicación de una cruzada a la que no solo respondieron sus súbditos castellanos, sino también los aragoneses con su rey, Pedro II el Católico, los navarros dirigidos por Sancho VII el Fuerte, las Órdenes militares como las de Calatrava, del Temple, de Santiago y de Malta, y caballeros cruzados franceses, occitanos y de toda la Cristiandad.
Con todos ellos, y tras la recuperación de enclaves del valle del Guadiana (como el castillo de Calatrava) alcanzó la esperada victoria sobre el califa almohade Muhámmad an-Násir (llamado en las crónicas Miramamolín, que quiere decir Comendador de los creyentes) en la batalla de las Navas de Tolosa, librada el 16 de julio de 1212 en las inmediaciones de Santa Elena (Provincia de Jaén), seguida inmediatamente por el asedio y batalla de Úbeda, que abrió definitivamente el valle del Guadalquivir y la Andalucía occidental al reino de Castilla. Un año más tarde, lograba lo propio en la plaza de Alcaraz, consolidando el poder castellano en toda la submeseta sur o meseta manchega.

## Muerte y sepultura

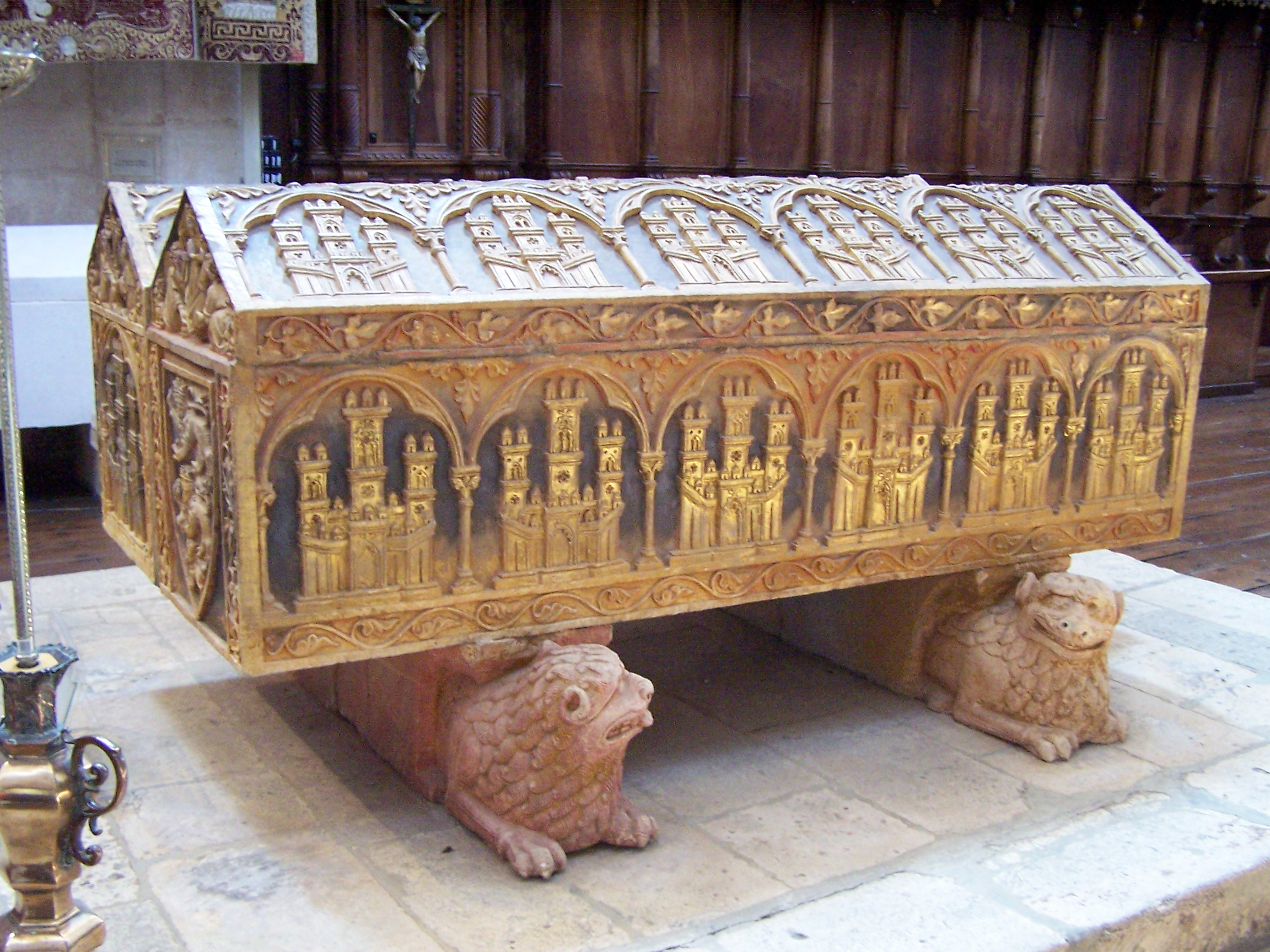
Sarcófagos del rey Alfonso, en primer término, y su esposa Leonor de Plantagenet, detrás, situados en el Monasterio de las Huelgas.

Alfonso VIII falleció del domingo 5 al lunes 6 de octubre de 1214 en un pequeño pueblo del alfoz de la Comunidad de Villa y Tierra de Arévalo, Gutierre-Muñoz, dejando constancia de ello el arzobispo Rodrigo Jiménez de Rada en su obra De rebus Hispaniae:

Habiendo cumplido LIII años en el Reyno el noble Rey Alfonso, llamó al Rey de Portugal su yerno para verse con él; y habiendo empezado su camino dirigido a Plasencia, última ciudad de su dominio, empezó a enfermar gravemente en cierta aldea de Arévalo que se llama Gutierre Muñoz, donde últimamente, agravado de una fiebre, terminó la vida y sepultó consigo la gloria de Castilla, habiéndose confesado antes con el arzobispo Rodrigo, y recibido el sumo Sacramento del Viático, asistiéndole Tello, obispo de Palencia, y Domingo, de Plasencia.

El rey y su esposa Leonor recibieron sepultura en el Monasterio de Santa María la Real de Las Huelgas en Burgos que él mismo había fundado.

## Cancilleres y cultura en la época de Alfonso VIII
Alfonso VIII tuvo por canciller al arzobispo de Toledo e historiador Rodrigo Jiménez de Rada desde 1163 hasta 1178 (salvo dos años, en 1168 y 1169, en que lo fue Martín Fernández). En 1178 lo fue en abril y mayo Guillermo de Hastaforte, arcediano de Toledo, y en los cuatro años de 1178 a 1182 lo fue Pedro de Cardona, arzobispo electo de Toledo, tempranamente fallecido, si bien el canciller ya había depositado bastante confianza en sus notarios reales subalternos, en especial en Pedro de la Cruz, que ya había trabajado a las órdenes de Rodrigo y Guillermo. De 1182 hasta 1192 asumió el cargo de canciller Gutierre Rodríguez, hijo de Rodrigo Gutiérrez Girón, el que durante veinte años fuera mayordomo del rey (1173-1193), a cuyas órdenes estuvieron los notarios reales Geraldus, arcediano de Palencia, y Mica, este último provisto de un excelente estilo latino. Por último, de 1192 a 1214 fue canciller el docto escritor Diego García de Campos, autor del Planeta, quien también lo fue en parte del reinado de Enrique I de Castilla.
Alfonso VIII protegió la cultura en general, como ha documentado Antonio Sánchez Jiménez; y la reina Leonor Plantagenet era de familia aficionada a la poesía trovadoresca, de forma que en su Corte se hallaron los trovadores Peire d'Alvernha, Guillem de Bergadá, Giraut de Bornelh, Peire Vidal, Guillem de Cabestany, Guiraut de Calanson, Raimon Vidal de Besalú, Guilhem Ademar y Aimeric de Peguilhan. Raimon Vidal de Besalú describe así una velada poética ante los monarcas:

Quiero contaros una historia que escuché recitar a un juglar en la corte del rey más sabio que nunca haya habido en cualquier religión, del rey Alfonso de Castilla, que era hospitalario y dulce, juicioso, valiente, cortés y experto en caballería. No había sido ungido ni consagrado, pero estaba coronado de méritos, de buen juicio, de lealtad, de valor y de arrojo. El rey hizo reunir en su corte a muchos nobles, caballeros y juglares. Cuando la corte estuvo completa, vino la reina Leonor, cuyo cuerpo nadie había visto antes. Venía ceñida en un manto de seda, bueno y bello, que se llama ciclatón; era rojo, con una banda de plata, en el cual estaba divisado un león de oro. Se inclinó ante el rey, y después se sentó en un aparte lejos de él. Entre tanto, he aquí que comparece un juglar, inadvertidamente, ante el franco rey, y con buen semblante le dice: -«Rey, emperador en mérito, vengo ante vos para suplicaros que, si os place, sea oído y escuchado lo que tengo que decir». Y el rey dice: -«Perderá mi amor el que hable de ahora en adelante hasta tanto no haya dicho todo lo que pensaba». Con esto, el avezado juglar dice: -«Franco rey, adornado de virtudes, he venido aquí desde mi morada hasta vos, para decir y recitar una aventura que acaeció, en la tierra de la que vengo, a un vasallo aragonés...»

El canciller Rodrigo Jiménez de Rada compuso en latín obras tan importantes como Historia gotica o Rerum in Hispania Gestarum Libri IX, la Ostrogothorum Historia, la Historia Hunorum, Vandalorum, Sueuorum, Alanorum et Silingorum, la Historia Arabum y la Historia Romarorum; mandó además traducir el Corán al latín a Marcos de Toledo. Ya se ha mencionado el Planeta de Diego García de Campos; pero también la literatura en castellano progresó: en su reinado se escribió el Cantar de mio Cid, ejemplo maestro del llamado mester de juglaría, y el Libro de Alexandre, modelo que el mester de clerecía siguió y donde se propone, de hecho, un ideal cortesano y político o espejo de príncipes en la persona de Alejandro Magno, fuera de que su anónimo autor se había formado sin duda en los estudios generales de Palencia fundados por el rey. En todo caso, el reinado del gran monarca se cierra con un gran poema latino, el Planctus de morte Adefonsi VIII regis, conservado con su melodía en el Códice musical de las Huelgas.

## Matrimonio y descendencia

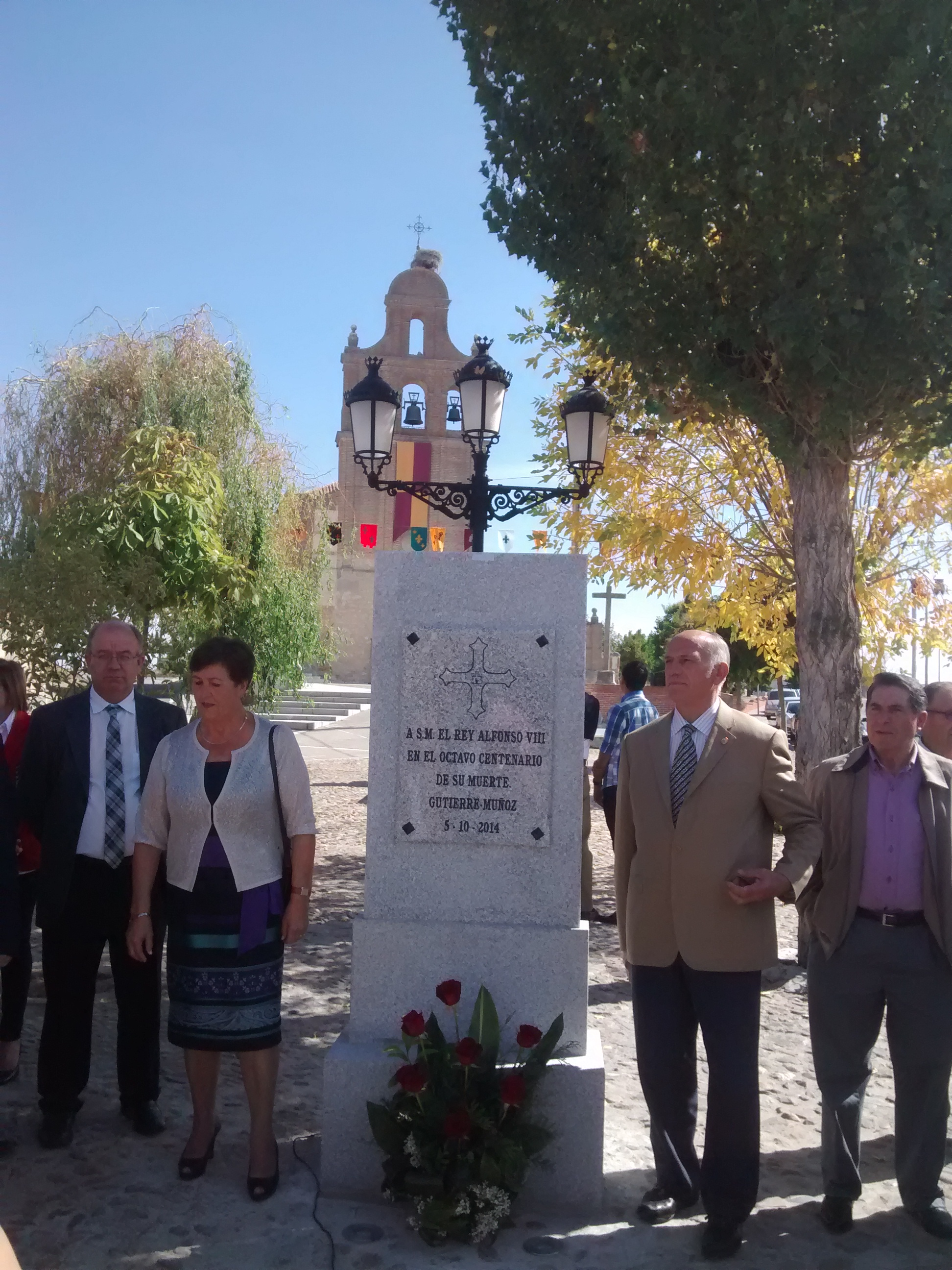
Foto de la inauguración del monolito en la localidad de Gutierre-Muñoz donde murió el rey Alfonso VIII.

El rey se casó en septiembre de 1170 en Tarazona con Leonor Plantagenet, hija de Enrique II de Inglaterra y de Leonor de Aquitania. El matrimonio se efectuó cuando los contrayentes tenían 14 y 10 años, respectivamente. La influencia política y cultural de la reina fue notable.
La pareja tuvo diez hijos de los que quede constancia documental, aunque es probable la existencia de otros hijos no documentados sobre todo dado que hay años en los cuales no se recoge ningún nacimiento teniendo en cuenta que los nacimientos de la pareja se produce cada poco tiempo. La aparición de restos óseos en las tumbas reales pueden avalar esa tesis, en concreto al menos dos.
- Berenguela (Segovia, 1 de junio de 1179-Monasterio de las Huelgas, 8 de noviembre de 1246), reina de Castilla y esposa de Alfonso IX de León;[16]
- Sancho (5 de abril de 1181-9 de julio de 1181), el primer hijo varón que falleció con tres meses de edad;[17]
- Sancha (1182-1184). Su última aparición en la documentación fue en el año 1184. Está enterrada en el panteón familiar en el Monasterio de las Huelgas.[18][19]
- Urraca (1186-2 de noviembre de 1220), reina consorte de Portugal por su matrimonio en 1211 con Alfonso II de Portugal;[20]
- Blanca (Palencia, 4 de marzo de 1188-Melun, 1252), reina consorte de Francia por su matrimonio en 1200 con Luis VIII y fundadora del monasterio de monjas cistercienses de Maubuisson.[21]
- Fernando (Cuenca, 29 de noviembre de 1189-Madrid, 14 de octubre de 1211), heredero;[22]
- Mafalda de Castilla (Plasencia, 1191-Salamanca 1204);[23]
- Leonor (c. 1190-1244), reina consorte de Aragón por su matrimonio en 1221 con Jaime I de Aragón;[24]
- Constanza de Castilla (c. 1195-2 de enero de 1243), señora del monasterio cisterciense de Santa María la Real de Las Huelgas en Burgos;[25]
- Enrique (14 de abril de 1204-Palencia, 6 de junio de 1217), sucesor de Alfonso VIII, con el nombre de Enrique I.[26]

## Ancestros
| \| \| \| \| \| \| \| \| \| \| \| \| \| \| \| \| \| \| \| \| 16. Guillermo I de Borgoña \| \| \| \| \| \| \| \| \| \| \| \| \| \| \| \| \| \| \| \| \| \| \| \| \| \| \| \| \| \| \| \| \| \| \| \| \| \| \| \| \| \| \| \| \| \| \| \| \| \| \| \| \| \| 8. Raimundo de Borgoña \| \| \| \| \| \| \| \| \| \| \| \| \| \| \| \| \| \| \| \| \| \| \| \| \| \| \| \| \| \| \| \| \| \| \| \| \| \| \| \| \| \| \| \| \| \| \| \| \| \| \| \| \| \| 17. Estefanía de Borgoña \| \| \| \| \| \| \| \| \| \| \| \| \| \| \| \| \| \| \| \| \| \| \| \| \| \| \| \| \| \| \| \| \| \| \| \| \| \| \| \| \| \| \| \| \| \| \| \| \| \| \| \| \| \| 4. Alfonso VII de León y Castilla[27] \| \| \| \| \| \| \| \| \| \| \| \| \| \| \| \| \| \| \| \| \| \| \| \| \| \| \| \| \| \| \| \| \| \| \| \| \| \| \| \| \| \| \| \| \| \| \| \| \| \| \| \| \| \| 18. Alfonso VI de León y Castilla \| \| \| \| \| \| \| \| \| \| \| \| \| \| \| \| \| \| \| \| \| \| \| \| \| \| \| \| \| \| \| \| \| \| \| \| \| \| \| \| \| \| \| \| \| \| \| \| \| \| \| \| \| \| 9. Urraca de León y Castilla \| \| \| \| \| \| \| \| \| \| \| \| \| \| \| \| \| \| \| \| \| \| \| \| \| \| \| \| \| \| \| \| \| \| \| \| \| \| \| \| \| \| \| \| \| \| \| \| \| \| \| \| \| \| 19. Constanza de Borgoña \| \| \| \| \| \| \| \| \| \| \| \| \| \| \| \| \| \| \| \| \| \| \| \| \| \| \| \| \| \| \| \| \| \| \| \| \| \| \| \| \| \| \| \| \| \| \| \| \| \| \| \| \| \| 2. Sancho III de Castilla[27] \| \| \| \| \| \| \| \| \| \| \| \| \| \| \| \| \| \| \| \| \| \| \| \| \| \| \| \| \| \| \| \| \| \| \| \| \| \| \| \| \| \| \| \| \| \| \| \| \| \| \| \| \| \| 20. Ramón Berenguer II de Barcelona \| \| \| \| \| \| \| \| \| \| \| \| \| \| \| \| \| \| \| \| \| \| \| \| \| \| \| \| \| \| \| \| \| \| \| \| \| \| \| \| \| \| \| \| \| \| \| \| \| \| \| \| \| \| 10. Ramón Berenguer III de Barcelona \| \| \| \| \| \| \| \| \| \| \| \| \| \| \| \| \| \| \| \| \| \| \| \| \| \| \| \| \| \| \| \| \| \| \| \| \| \| \| \| \| \| \| \| \| \| \| \| \| \| \| \| \| \| 21. Mafalda de Apulia \| \| \| \| \| \| \| \| \| \| \| \| \| \| \| \| \| \| \| \| \| \| \| \| \| \| \| \| \| \| \| \| \| \| \| \| \| \| \| \| \| \| \| \| \| \| \| \| \| \| \| \| \| \| 5. Berenguela de Barcelona[27] \| \| \| \| \| \| \| \| \| \| \| \| \| \| \| \| \| \| \| \| \| \| \| \| \| \| \| \| \| \| \| \| \| \| \| \| \| \| \| \| \| \| \| \| \| \| \| \| \| \| \| \| \| \| 22. Gilberto I de Gévaudan \| \| \| \| \| \| \| \| \| \| \| \| \| \| \| \| \| \| \| \| \| \| \| \| \| \| \| \| \| \| \| \| \| \| \| \| \| \| \| \| \| \| \| \| \| \| \| \| \| \| \| \| \| \| 11. Dulce de Provenza \| \| \| \| \| \| \| \| \| \| \| \| \| \| \| \| \| \| \| \| \| \| \| \| \| \| \| \| \| \| \| \| \| \| \| \| \| \| \| \| \| \| \| \| \| \| \| \| \| \| \| \| \| \| 23. Gerberga de Provenza \| \| \| \| \| \| \| \| \| \| \| \| \| \| \| \| \| \| \| \| \| \| \| \| \| \| \| \| \| \| \| \| \| \| \| \| \| \| \| \| \| \| \| \| \| \| \| \| \| \| \| \| \| \| 1. Alfonso VIII de Castilla \| \| \| \| \| \| \| \| \| \| \| \| \| \| \| \| \| \| \| \| \| \| \| \| \| \| \| \| \| \| \| \| \| \| \| \| \| \| \| \| \| \| \| \| \| \| \| \| \| \| \| \| \| \| 24. Sancho Garcés, señor de Monzón \| \| \| \| \| \| \| \| \| \| \| \| \| \| \| \| \| \| \| \| \| \| \| \| \| \| \| \| \| \| \| \| \| \| \| \| \| \| \| \| \| \| \| \| \| \| \| \| \| \| \| \| \| \| 12. Ramiro Sánchez de Pamplona \| \| \| \| \| \| \| \| \| \| \| \| \| \| \| \| \| \| \| \| \| \| \| \| \| \| \| \| \| \| \| \| \| \| \| \| \| \| \| \| \| \| \| \| \| \| \| \| \| \| \| \| \| \| 25. Constanza \| \| \| \| \| \| \| \| \| \| \| \| \| \| \| \| \| \| \| \| \| \| \| \| \| \| \| \| \| \| \| \| \| \| \| \| \| \| \| \| \| \| \| \| \| \| \| \| \| \| \| \| \| \| 6. García Ramírez de Navarra \| \| \| \| \| \| \| \| \| \| \| \| \| \| \| \| \| \| \| \| \| \| \| \| \| \| \| \| \| \| \| \| \| \| \| \| \| \| \| \| \| \| \| \| \| \| \| \| \| \| \| \| \| \| 26. Rodrigo Díaz de Vivar \| \| \| \| \| \| \| \| \| \| \| \| \| \| \| \| \| \| \| \| \| \| \| \| \| \| \| \| \| \| \| \| \| \| \| \| \| \| \| \| \| \| \| \| \| \| \| \| \| \| \| \| \| \| 13. Cristina Rodríguez \| \| \| \| \| \| \| \| \| \| \| \| \| \| \| \| \| \| \| \| \| \| \| \| \| \| \| \| \| \| \| \| \| \| \| \| \| \| \| \| \| \| \| \| \| \| \| \| \| \| \| \| \| \| 27. Jimena Díaz \| \| \| \| \| \| \| \| \| \| \| \| \| \| \| \| \| \| \| \| \| \| \| \| \| \| \| \| \| \| \| \| \| \| \| \| \| \| \| \| \| \| \| \| \| \| \| \| \| \| \| \| \| \| 3. Blanca de Navarra[27] \| \| \| \| \| \| \| \| \| \| \| \| \| \| \| \| \| \| \| \| \| \| \| \| \| \| \| \| \| \| \| \| \| \| \| \| \| \| \| \| \| \| \| \| \| \| \| \| \| \| \| \| \| \| 28. Richer de l'Aigle \| \| \| \| \| \| \| \| \| \| \| \| \| \| \| \| \| \| \| \| \| \| \| \| \| \| \| \| \| \| \| \| \| \| \| \| \| \| \| \| \| \| \| \| \| \| \| \| \| \| \| \| \| \| 14. Gilberto de l'Aigle \| \| \| \| \| \| \| \| \| \| \| \| \| \| \| \| \| \| \| \| \| \| \| \| \| \| \| \| \| \| \| \| \| \| \| \| \| \| \| \| \| \| \| \| \| \| \| \| \| \| \| \| \| \| 29. Judit de Avranches \| \| \| \| \| \| \| \| \| \| \| \| \| \| \| \| \| \| \| \| \| \| \| \| \| \| \| \| \| \| \| \| \| \| \| \| \| \| \| \| \| \| \| \| \| \| \| \| \| \| \| \| \| \| 7. Margarita de l'Aigle \| \| \| \| \| \| \| \| \| \| \| \| \| \| \| \| \| \| \| \| \| \| \| \| \| \| \| \| \| \| \| \| \| \| \| \| \| \| \| \| \| \| \| \| \| \| \| \| \| \| \| \| \| \| 30. Godofredo II de Perche \| \| \| \| \| \| \| \| \| \| \| \| \| \| \| \| \| \| \| \| \| \| \| \| \| \| \| \| \| \| \| \| \| \| \| \| \| \| \| \| \| \| \| \| \| \| \| \| \| \| \| \| \| \| 15. Juliana de Perche \| \| \| \| \| \| \| \| \| \| \| \| \| \| \| \| \| \| \| \| \| \| \| \| \| \| \| \| \| \| \| \| \| \| \| \| \| \| \| \| \| \| \| \| \| \| \| \| \| \| \| \| \| \| 31. Beatriz de Montdidier \| \| \| \| \| \| \| \| \| \| \| \| \| \| \| \| \| \| \| \| \| \| \| \| \| \| \| \| \| \| \| \| \| \| \| \| \| \| \| \| \| \| \| \| \| \| \| \| \| \| \| \| |                                      |  |  |  |  |  |  |  |  |  |  |  |  |  |  |  |
| |                                      |  |  |  |  |  |  |  |  |  |  |  |  |  |  |  |
| | 16. Guillermo I de Borgoña           |  |  |  |  |  |  |  |  |  |  |  |  |  |  |  |
| |                                      |  |  |  |  |  |  |  |  |  |  |  |  |  |  |  |
| |                                      |  |  |  |  |  |  |  |  |  |  |  |  |  |  |  |
| | 8. Raimundo de Borgoña               |  |  |  |  |  |  |  |  |  |  |  |  |  |  |  |
| |                                      |  |  |  |  |  |  |  |  |  |  |  |  |  |  |  |
| |                                      |  |  |  |  |  |  |  |  |  |  |  |  |  |  |  |
| | 17. Estefanía de Borgoña             |  |  |  |  |  |  |  |  |  |  |  |  |  |  |  |
| |                                      |  |  |  |  |  |  |  |  |  |  |  |  |  |  |  |
| |                                      |  |  |  |  |  |  |  |  |  |  |  |  |  |  |  |
| | 4. Alfonso VII de León y Castilla    |  |  |  |  |  |  |  |  |  |  |  |  |  |  |  |
| |                                      |  |  |  |  |  |  |  |  |  |  |  |  |  |  |  |
| |                                      |  |  |  |  |  |  |  |  |  |  |  |  |  |  |  |
| | 18. Alfonso VI de León y Castilla    |  |  |  |  |  |  |  |  |  |  |  |  |  |  |  |
| |                                      |  |  |  |  |  |  |  |  |  |  |  |  |  |  |  |
| |                                      |  |  |  |  |  |  |  |  |  |  |  |  |  |  |  |
| | 9. Urraca de León y Castilla         |  |  |  |  |  |  |  |  |  |  |  |  |  |  |  |
| |                                      |  |  |  |  |  |  |  |  |  |  |  |  |  |  |  |
| |                                      |  |  |  |  |  |  |  |  |  |  |  |  |  |  |  |
| | 19. Constanza de Borgoña             |  |  |  |  |  |  |  |  |  |  |  |  |  |  |  |
| |                                      |  |  |  |  |  |  |  |  |  |  |  |  |  |  |  |
| |                                      |  |  |  |  |  |  |  |  |  |  |  |  |  |  |  |
| | 2. Sancho III de Castilla            |  |  |  |  |  |  |  |  |  |  |  |  |  |  |  |
| |                                      |  |  |  |  |  |  |  |  |  |  |  |  |  |  |  |
| |                                      |  |  |  |  |  |  |  |  |  |  |  |  |  |  |  |
| | 20. Ramón Berenguer II de Barcelona  |  |  |  |  |  |  |  |  |  |  |  |  |  |  |  |
| |                                      |  |  |  |  |  |  |  |  |  |  |  |  |  |  |  |
| |                                      |  |  |  |  |  |  |  |  |  |  |  |  |  |  |  |
| | 10. Ramón Berenguer III de Barcelona |  |  |  |  |  |  |  |  |  |  |  |  |  |  |  |
| |                                      |  |  |  |  |  |  |  |  |  |  |  |  |  |  |  |
| |                                      |  |  |  |  |  |  |  |  |  |  |  |  |  |  |  |
| | 21. Mafalda de Apulia                |  |  |  |  |  |  |  |  |  |  |  |  |  |  |  |
| |                                      |  |  |  |  |  |  |  |  |  |  |  |  |  |  |  |
| |                                      |  |  |  |  |  |  |  |  |  |  |  |  |  |  |  |
| | 5. Berenguela de Barcelona           |  |  |  |  |  |  |  |  |  |  |  |  |  |  |  |
| |                                      |  |  |  |  |  |  |  |  |  |  |  |  |  |  |  |
| |                                      |  |  |  |  |  |  |  |  |  |  |  |  |  |  |  |
| | 22. Gilberto I de Gévaudan           |  |  |  |  |  |  |  |  |  |  |  |  |  |  |  |
| |                                      |  |  |  |  |  |  |  |  |  |  |  |  |  |  |  |
| |                                      |  |  |  |  |  |  |  |  |  |  |  |  |  |  |  |
| | 11. Dulce de Provenza                |  |  |  |  |  |  |  |  |  |  |  |  |  |  |  |
| |                                      |  |  |  |  |  |  |  |  |  |  |  |  |  |  |  |
| |                                      |  |  |  |  |  |  |  |  |  |  |  |  |  |  |  |
| | 23. Gerberga de Provenza             |  |  |  |  |  |  |  |  |  |  |  |  |  |  |  |
| |                                      |  |  |  |  |  |  |  |  |  |  |  |  |  |  |  |
| |                                      |  |  |  |  |  |  |  |  |  |  |  |  |  |  |  |
| | 1. Alfonso VIII de Castilla          |  |  |  |  |  |  |  |  |  |  |  |  |  |  |  |
| |                                      |  |  |  |  |  |  |  |  |  |  |  |  |  |  |  |
| |                                      |  |  |  |  |  |  |  |  |  |  |  |  |  |  |  |
| | 24. Sancho Garcés, señor de Monzón   |  |  |  |  |  |  |  |  |  |  |  |  |  |  |  |
| |                                      |  |  |  |  |  |  |  |  |  |  |  |  |  |  |  |
| |                                      |  |  |  |  |  |  |  |  |  |  |  |  |  |  |  |
| | 12. Ramiro Sánchez de Pamplona       |  |  |  |  |  |  |  |  |  |  |  |  |  |  |  |
| |                                      |  |  |  |  |  |  |  |  |  |  |  |  |  |  |  |
| |                                      |  |  |  |  |  |  |  |  |  |  |  |  |  |  |  |
| | 25. Constanza                        |  |  |  |  |  |  |  |  |  |  |  |  |  |  |  |
| |                                      |  |  |  |  |  |  |  |  |  |  |  |  |  |  |  |
| |                                      |  |  |  |  |  |  |  |  |  |  |  |  |  |  |  |
| | 6. García Ramírez de Navarra         |  |  |  |  |  |  |  |  |  |  |  |  |  |  |  |
| |                                      |  |  |  |  |  |  |  |  |  |  |  |  |  |  |  |
| |                                      |  |  |  |  |  |  |  |  |  |  |  |  |  |  |  |
| | 26. Rodrigo Díaz de Vivar            |  |  |  |  |  |  |  |  |  |  |  |  |  |  |  |
| |                                      |  |  |  |  |  |  |  |  |  |  |  |  |  |  |  |
| |                                      |  |  |  |  |  |  |  |  |  |  |  |  |  |  |  |
| | 13. Cristina Rodríguez               |  |  |  |  |  |  |  |  |  |  |  |  |  |  |  |
| |                                      |  |  |  |  |  |  |  |  |  |  |  |  |  |  |  |
| |                                      |  |  |  |  |  |  |  |  |  |  |  |  |  |  |  |
| | 27. Jimena Díaz                      |  |  |  |  |  |  |  |  |  |  |  |  |  |  |  |
| |                                      |  |  |  |  |  |  |  |  |  |  |  |  |  |  |  |
| |                                      |  |  |  |  |  |  |  |  |  |  |  |  |  |  |  |
| | 3. Blanca de Navarra                 |  |  |  |  |  |  |  |  |  |  |  |  |  |  |  |
| |                                      |  |  |  |  |  |  |  |  |  |  |  |  |  |  |  |
| |                                      |  |  |  |  |  |  |  |  |  |  |  |  |  |  |  |
| | 28. Richer de l'Aigle                |  |  |  |  |  |  |  |  |  |  |  |  |  |  |  |
| |                                      |  |  |  |  |  |  |  |  |  |  |  |  |  |  |  |
| |                                      |  |  |  |  |  |  |  |  |  |  |  |  |  |  |  |
| | 14. Gilberto de l'Aigle              |  |  |  |  |  |  |  |  |  |  |  |  |  |  |  |
| |                                      |  |  |  |  |  |  |  |  |  |  |  |  |  |  |  |
| |                                      |  |  |  |  |  |  |  |  |  |  |  |  |  |  |  |
| | 29. Judit de Avranches               |  |  |  |  |  |  |  |  |  |  |  |  |  |  |  |
| |                                      |  |  |  |  |  |  |  |  |  |  |  |  |  |  |  |
| |                                      |  |  |  |  |  |  |  |  |  |  |  |  |  |  |  |
| | 7. Margarita de l'Aigle              |  |  |  |  |  |  |  |  |  |  |  |  |  |  |  |
| |                                      |  |  |  |  |  |  |  |  |  |  |  |  |  |  |  |
| |                                      |  |  |  |  |  |  |  |  |  |  |  |  |  |  |  |
| | 30. Godofredo II de Perche           |  |  |  |  |  |  |  |  |  |  |  |  |  |  |  |
| |                                      |  |  |  |  |  |  |  |  |  |  |  |  |  |  |  |
| |                                      |  |  |  |  |  |  |  |  |  |  |  |  |  |  |  |
| | 15. Juliana de Perche                |  |  |  |  |  |  |  |  |  |  |  |  |  |  |  |
| |                                      |  |  |  |  |  |  |  |  |  |  |  |  |  |  |  |
| |                                      |  |  |  |  |  |  |  |  |  |  |  |  |  |  |  |
| | 31. Beatriz de Montdidier            |  |  |  |  |  |  |  |  |  |  |  |  |  |  |  |
| |                                      |  |  |  |  |  |  |  |  |  |  |  |  |  |  |  |
| |                                      |  |  |  |  |  |  |  |  |  |  |  |  |  |  |  |

## Alfonso VIII en la literatura
- Lope de Vega (1617). Las paces de los Reyes y Judía de Toledo
- Antonio Mira de Amescua (1625). La desgraciada Raquel
- Luis de Ulloa y Pereira (1650). Alfonso Octavo, rey de Castilla. Príncipe perfecto, detenido en Toledo por los amores de Hermosa ó Raquel, hebrea muerta por el furor de los vasallos (poema narrativo)
- Juan Bautista Diamante (1667). La judía de Toledo
- Pedro Francisco Lanini Sagrado (1675). El rey don Alfonso el Bueno
- Vicente García de la Huerta (1778). Raquel, Tragedia española en tres jornadas (teatro)
- Jacques Cazotte (1790). Rachel ou la belle juive. Nouvelle historique espagnole
- Franz Grillparzer (1851). Die Jüdin von Toledo
- Lion Feuchtwanger (1955). La judía de Toledo
- José Luis Velasco (1990). Fernando el Temerario. Editorial Casals, S.A. 160 págs. ISBN 978-84-8343-032-3
- Jesús Sánchez Adalid (2007). El alma de la ciudad. Editorial Planeta, S.A. 656 págs. ISBN 978-84-08-07295-9
- Gonzalo Giner (2008). El sanador de caballos. Temas de Hoy.
- Abraham S. Marrache (2009). La Historia de Fermosa: la amante de Alfonso VIII
- Kristo Šagor (2012). Die Jüdin von Toledo, (drama detrás de Feuchtwanger), estreno 5 de mayo de 2012
- José María Pérez, Peridis. (2014). Esperando al rey.
- Sebastián Roa. Trilogía almohade
- Antonio Pérez Henares. "El rey pequeño" (2016).
- Juan Pablo Mañueco. Poema de la Caballada de Atienza. La Luna en harina baila (2016), incluido el año siguiente en Castilla, este canto es tu canto (2017).

| Predecesor: Sancho III | Rey de Castilla 1158-1214 | Sucesor: Enrique I |